# Gerichtsberg (bei Kagenow)

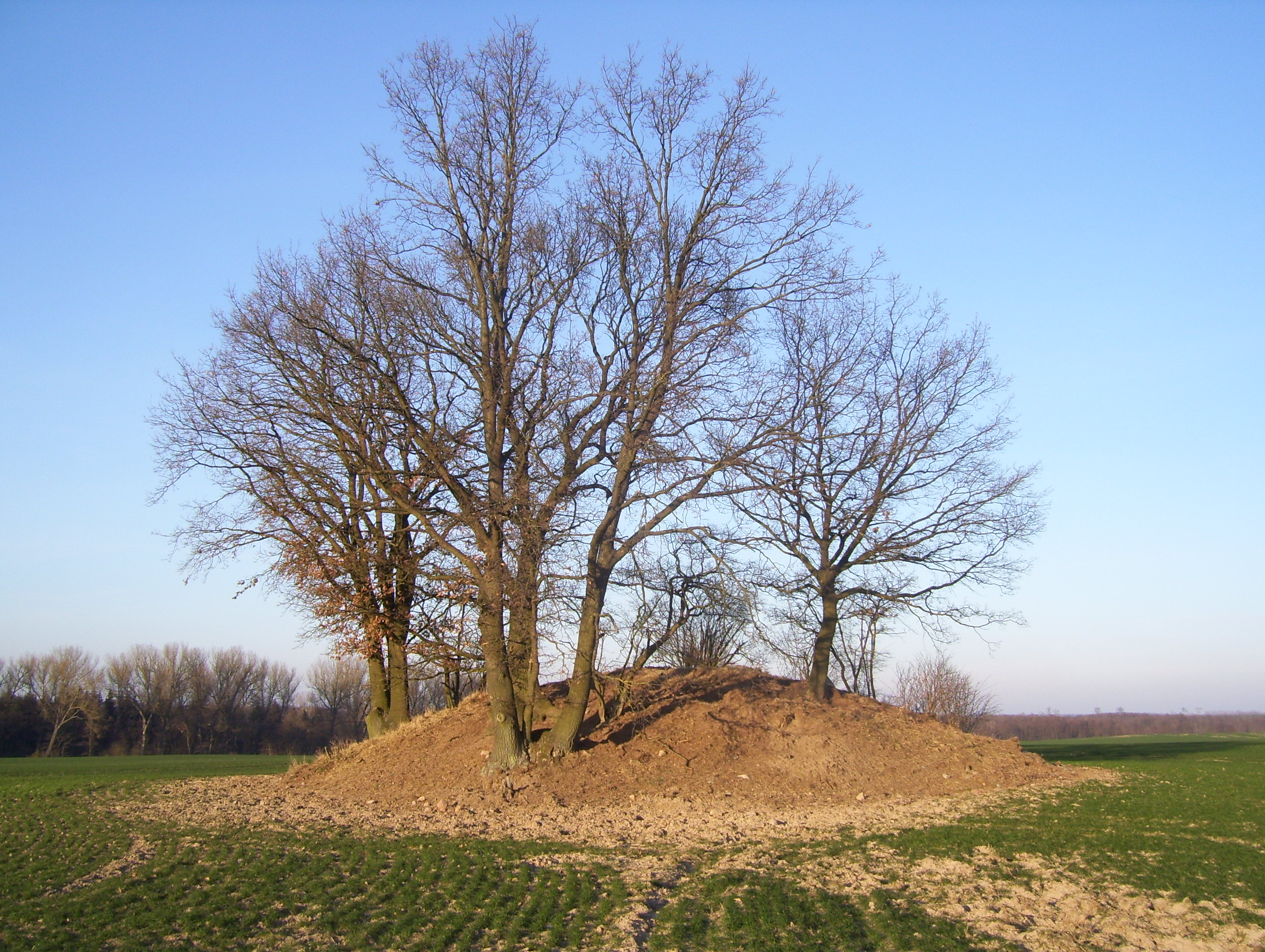
Gerichtsberg

Der Gerichtsberg bei Kagenow im Landkreis Vorpommern-Greifswald ist ein bronzezeitliches Hügelgrab. Er befindet sich inmitten eines Ackers rund 1400 Meter nordöstlich von Kagenow in dem Ortsteil Neetzow und 1200 Meter nordwestlich von Priemen im Ortsteil Liepen (beide Orte gehören zur Gemeinde Neetzow-Liepen). Quer durch den Grabhügel verläuft die historische Gemarkungsgrenze zwischen Kagenow und Priemen. 
Der Grabhügel wurde wahrscheinlich in der mittleren Bronzezeit angelegt. In der Bronzezeit fanden mehrere Nachbestattungen mit Überhügelung statt. Der Hügel überragt seine Umgebung um 3,8 Meter und hat einen Durchmesser von 25 Meter.
Der Flurname Gerichtsberg weist auf die Patrimonialgerichtsbarkeit der umliegenden Gutsherrschaften im Mittelalter und der Frühen Neuzeit hin.